# マルコス・アントニオ・ガルシア・ナシメント
マルコス・アントニオ・ガルシア・ナシメント（Marcos Antonio García Nascimento、1979年10月21日 - ）は、ブラジル・サンパウロ州フランカ出身の元サッカー選手。現役時代のポジションはフォワード、攻撃的ミッドフィールダー。日本での登録名はナシメント（Nascimento）。

## 特徴
J1では天皇杯の1試合（前半のみで交代）しか出場していないが、J2ではテクニック系のFWとして活躍。カップ戦と合わせて36試合出場、14得点。メキシコ・ウルグアイでの多くは、2列目（サイドアタッカー）として出場。

## 所属クラブ
- ミラソウFC
- ECサント・アンドレ
- リオ・プレトEC
- ミラソウFC
  - 1999年  京都パープルサンガ (期限付き移籍)
  - 2000年  アルビレックス新潟 (期限付き移籍)
- 2003年  ケレタロFC
- 2004年  セラヤFC（スペイン語版）
- 2004 - 2005年  コリマACFC（スペイン語版）
- 2005 - 2006年  ランプラ・ジュニオルスFC
- 2006 - 2008年  ケレタロFC
- 2008年  CAペニャロール
- 2009年  デフェンソール・スポルティング
- 2009年  CAアテナス
- 2010年  クラブ・デポルテス・コンセプシオン（スペイン語版）
- 2011年  プラテンセFC
- 2012年  ルヴェルデンセEC

## 個人成績
| 国内大会個人成績 | 国内大会個人成績 | 国内大会個人成績 | 国内大会個人成績 | 国内大会個人成績 | 国内大会個人成績 | 国内大会個人成績 | 国内大会個人成績 | 国内大会個人成績 | 国内大会個人成績 | 国内大会個人成績 | 国内大会個人成績 |
| 年度             | クラブ           | 背番号           | リーグ           | リーグ戦         | リーグ戦         | リーグ杯         | リーグ杯         | オープン杯       | オープン杯       | 期間通算         | 期間通算         |
| 年度             | クラブ           | 背番号           | リーグ           | 出場             | 得点             | 出場             | 得点             | 出場             | 得点             | 出場             | 得点             |
| 日本             | 日本             | 日本             | 日本             | リーグ戦         | リーグ戦         | リーグ杯         | リーグ杯         | 天皇杯           | 天皇杯           | 期間通算         | 期間通算         |
| ---------------- | ---------------- | ---------------- | ---------------- | ---------------- | ---------------- | ---------------- | ---------------- | ---------------- | ---------------- | ---------------- | ---------------- |
| 1999             | 京都             | 37               | J1               | 0                | 0                | 0                | 0                | 1                | 0                | 1                | 0                |
| 2000             | 新潟             | 8                | J2               | 31               | 10               | 2                | 0                | 3                | 4                | 36               | 14               |
| 通算             | 日本             | 日本             | J1               | 0                | 0                | 0                | 0                | 1                | 0                | 1                | 0                |
| 通算             | 日本             | 日本             | J2               | 31               | 10               | 2                | 0                | 3                | 4                | 36               | 14               |
| 総通算           | 総通算           | 総通算           | 総通算           | 31               | 10               | 2                | 0                | 4                | 4                | 37               | 14               |